# 總統選舉
總統選舉，又稱總統大選（英語：Presidential election），是一種政治選舉型態，爲的是選出一名總統。總統可以是由議會選出，也可以是由人民直接或間接選出。有總統的國家不一定有總統選舉，而有些選舉出來的總統沒有實權，是虛位元首。

## 各國總統選舉
- 臺灣
- 阿富汗
- 阿尔巴尼亚
- 安哥拉
- 阿根廷
- 亞美尼亞
- 奥地利
- 白俄羅斯
- 玻利维亚
- 巴西
- 保加利亚
- 布吉納法索
- 喀麦隆
- 中非
- 智利
- 瑞士
- 哥伦比亚
- 刚果民主共和国
- 刚果共和国
- 賽普勒斯
- 捷克
- 多米尼克
- 德国
- 阿尔及利亚
- 埃及
- 爱沙尼亚
- 衣索比亞
- 斐济
- 密克羅尼西亞聯邦
- 芬兰
- 法國
- 加彭
- 希腊
- 几内亚
- 赤道几内亚
- 海地
- 匈牙利
- 冰島
- 印度
- 印度尼西亞
- 伊朗
- 伊拉克
- 愛爾蘭
- 以色列
- 義大利
- 基里巴斯
- 拉脫維亞
- 黎巴嫩
- 利比里亚
- 利比亞
- 立陶宛
- 斯里蘭卡
- 緬甸
- 北馬其頓
- 马达加斯加
- 马拉维
- 馬爾地夫
- 马绍尔群岛
- 毛里塔尼亚
- 模里西斯
- 墨西哥
- 摩尔多瓦
- 蒙古国
- 蒙特內哥羅
- 莫桑比克
- 緬甸
- 纳米比亚
- 瑙鲁
- 尼泊尔
- 尼加拉瓜
- 尼日尔
- 阿尔察赫
- 奈及利亞
- 帛琉
- 巴基斯坦
- 巴拿马
- 巴拉圭
- 秘魯
- 菲律賓
- 波蘭
- 巴勒斯坦
- 葡萄牙
- 羅馬尼亞
- 俄羅斯
- 卢旺达
- 萨摩亚
- 圣马力诺
- 薩爾瓦多
- 聖多美和普林西比
- 塞爾維亞
- 塞内加尔
- 塞舌尔
- 新加坡
- 斯洛伐克
- 斯洛維尼亞
- 南蘇丹
- 苏丹
- 苏里南
- 叙利亚
- 坦桑尼亚
- 东帝汶
- 多哥
- 千里達及托巴哥
- 突尼西亞
- 土耳其
- 乌干达
- 乌克兰
- 美国
- 阿联酋
- 乌拉圭
- 委內瑞拉
- 葉門
- 南非
- 尚比亞
- 辛巴威
- 科索沃
- 巴勒斯坦
- 南奥塞梯
- 阿布哈茲
- 索馬利蘭
- 德涅斯特河沿岸
- 北賽普勒斯
- 阿尔察赫
- 西撒哈拉
- 卢甘斯克人民共和国
- 顿涅茨克人民共和国